# Nicolas Bataille

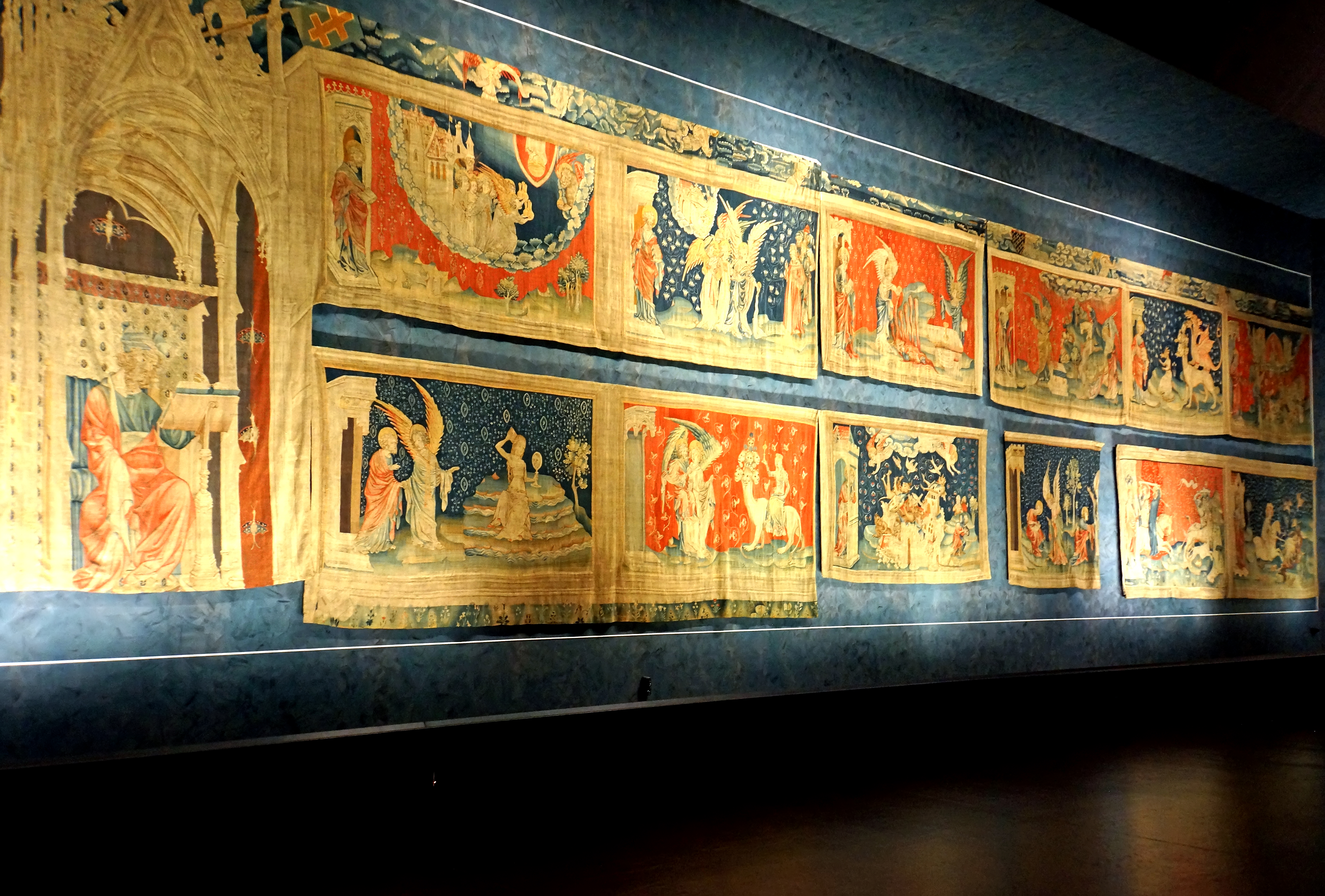
Apokalipsa z Angers

Nicolas Bataille (ur. ok. 1330/1340, zm. ok. 1400) – francuski tkacz. Był nadwornym mistrzem tkackim, pracował dla dworu Karola V.  W latach 1376–1382 na zamówienie Ludwika Andegaweńskiego stworzył cykl tapiserii przedstawiających sceny z Apokalipsy i nazywany Apokalipsą z Angers. Podstawą do pracy były kartony, które opracował Jan Bondol. Pierwotna długość Apokalipsy wynosiła ok. 140-160 m, przy szerokości 5,5 m. 